# 서맨사 폭스 (포르노 배우)
서맨사 폭스(Samantha Fox, 1950년 12월 3일 ~ 2020년 4월 22일)는 미국의 포르노 배우, 영화배우이다. 뉴욕에서 태어났으며 뉴욕에서 사망하였다.